# Adalbald II.
Adalbald II., auch Adalbold, († 27. November 1026) war von 1010 bis zu seinem Tod Bischof von Utrecht.
Er war der Sohn von Dietrich, der 965, also wohl erst nach Adalbalds Geburt, Bischof von Metz wurde, und vermutlich ein Angehöriger der Familie der Ezzonen. Seine Ausbildung erhielt er teilweise von Notker, Bischof von Lüttich. Er wurde Kanoniker in Laubach (Hessen), wo er auch lehrte. Der spätere Kaiser Heinrich II. holte ihn an seinen Hof und machte ihn im Jahr 1010 zum Bischof von Utrecht. Adalbold gilt als der wichtigste Begründer der territorialen Macht der Diözese: 1024 erwarb er die Grafschaft Drenthe, zwei Jahre später die Grafschaft Teisterbant.
Er musste sein Bistum nicht nur gegen die Überfälle der Normannen verteidigen, sondern auch gegen die Angriffe benachbarter Adliger. Dabei gelang es ihm nicht, den Besitz von Merwede (Mircvidu) gegen die Ansprüche von Dietrich III. von Holland, zu behaupten. Jener hatte in Vlaardingen eine Festung bauen lassen, mit deren Hilfe er – ohne Genehmigung des Kaisers – Zoll erhob. Kaufleute aus Tiel alarmierten den Kaiser auch wegen gewalttätiger Übergriffe von Dietrichs Leuten gegen sie. Der Kaiser entschloss sich, Dietrichs Herrschaft zu beenden und übertrug das Land dem Bischof von Utrecht. Eine große kaiserliche Armee zog gegen die neue Festung. In der anschließenden Schlacht von Vlaardingen am 29. Juli 1018 trug Dietrich III. jedoch einen äußerst wichtigen Sieg davon, in deren Ergebnis er nicht nur seinen Besitz behielt, sondern auch die Erlaubnis bekam, weiterhin Zoll einzutreiben.
Innerhalb seines Bistums förderte Adalbold den Bau von Kirchen und Klöstern; seine größte Leistung war dabei die Fertigstellung der Sankt-Martins-Kathedrale in Utrecht. Er ließ das Kloster von Tiel wiederaufbauen, schloss den Bau von Hohorst bei Leusden ab, den sein Vorgänger Ansfried begonnen hatte. Hier ernannte er Poppo von Stablo zum Abt und führte damit die Cluniazensische Reform in seiner Diözese ein.
Adalbold ist auch als Autor bekannt. Wohl im Zeitraum 1014 bis 1024 verfasste er die Vita Heinrici II. imperatoris. Er schrieb eine mathematische Abhandlung über die Quadratur des Kreises, die er Papst Silvester II. widmete, der selbst ein bekannter Mathematiker war. Darüber hinaus blieb eine philosophische Darstellung zu einer Passage von Boëthius erhalten. Die Diskussion Quemadmodum indubitanter musicæ consonantiæ judicari possint scheint ihm jedoch nur aufgrund unsicherer Indizien zugeschrieben zu werden.